# Melonhuvudspindel
Melonhuvudspindel (Peponocranium ludicrum) är en spindelart som först beskrevs av O. Pickard-Cambridge 1861.  Melonhuvudspindel ingår i släktet Peponocranium och familjen täckvävarspindlar. Arten är reproducerande i Sverige. Inga underarter finns listade i Catalogue of Life.